# Lázně v Česku
Toto je seznam lázeňských zařízení v Česku. 
České země jsou již odedávna známy jako bohaté na přírodní balneologické a peloidní léčivé zdroje. 
V Česku působí více než 30 středisek s širokým spektrem léčebných a zdravotnických služeb. České lázně jako první v Evropě získaly certifikát kvality EUROPESPA med© a Česko je zároveň držitelem největšího počtu certifikátů kvality za resortní služby v rámci Evropské unie.
Tzv. Lázeňský trojúhelník v západních Čechách, zahrnující města Karlovy Vary, Mariánské Lázně a Františkovy Lázně, je zapsán na seznam Světové dědictví UNESCO v oboru lázeňství jako Slavná lázeňská města Evropy.
Pro získání statusu lázeňské město je zapotřebí v České republice splnit pár kritérií spočívající zejména v zákazu nočních podniků, diskoték, hazardů, budování průmyslových podniků a ochrany přírodních léčivých zdrojů.
Mezi léčivé přírodní zdroje České republiky patří:
- Minerální a geotermální prameny různých typů (využívané v balneoterapii a pitné kůře)
- Ložiska léčivého minerálního bahna a rašelinišť (používají se k obkladům, zábalům a koupelím)
- Zdroje plynu (používané v subkutánních injekcích pro léčbu funkčních poruch a úlevu od bolesti)
- Příznivé klimatické podmínky

## Seznam lázní v Česku dle krajů
| Lázně                | Okres             | Léčebné zdroje | Lékařské využití | Obrázek          |
| Středočeský kraj     | Středočeský kraj  | Středočeský kraj | Středočeský kraj | Středočeský kraj |
| -------------------- | ----------------- | --- | --- | ---------------- |
| Toušeň               | Praha-východ      | Sirno-železité peloidní prameny | Poruchy pohybového aparátu, onkologie |                  |
| Poděbrady            | Nymburk           | Silně mineralizovaná kyselka (pH 5,83), hydrogen-uhličitanová chlorido-sodná minerální voda a obsahem vápníku, studená (14 °C), hypotonická voda se zvýšeným alkalickým obsahem a koncentrací některých prvků. | Poruchy krevního oběhu, poruchy metabolismu a funkce endokrinních žláz, onemocnění nervového systému a pohybového aparátu |                  |
| Jihočeský kraj       |                   | | |                  |
| Bechyně              | Tábor             | Peloidní prameny | Poruchy pohybového aparátu, léčba Bechtěrevovy nemoci, nemoci nervového systému |                  |
| Vráž                 | Písek             | Peloidní prameny z rašelinišť | Poruchy nervového systému a pohybového aparátu, onkologie |                  |
| Třeboň               | Jindřichův Hradec | Peloidní prameny | Poruchy nervového systému a pohybového aparátu, onkologie |                  |
| Plzeňský kraj        |                   | | |                  |
| Konstantinovy        | Tachov            | Přírodní, studená, železitá, hypotonická, hydrogen-uhličitanová-sodno-hořečnatá minerální kyselka se zvýšeným obsahem kyseliny křemičité                                                                       | Poruchy oběhového systému, metabolické poruchy a funkce endokrinních žláz, onemocnění nervového systému a pohybového aparátu |                  |
| Karlovarský kraj     |                   | | |                  |
| Karlovy Vary         | Karlovy Vary      | Teplá minerální voda s teplotou od 30 do 72 °C | Poruchy zažívacího ústrojí, poruchy metabolismu a funkce endokrinních žláz, onemocnění nervového systému a pohybového aparátu, onkologická onemocnění                                                                                             |                  |
| Kynžvart             | Cheb              | Minerální vody, používané pro vnější i vnitřní vodoléčbu, specifické klimatické podmínky | Poruchy oběhového systému, trávicího ústrojí, poruchy metabolismu a funkce endokrinních žláz, onemocnění dýchacích cest, neurologická onemocnění, onemocnění pohybového aparátu, nemoci ledvin a močových cest, duševní poruchy, kožní onemocnění |                  |
| Mariánské            | Cheb              | Přírodní minerální voda, přirozený zdroj oxidu uhličitého, peloidní zdroj | Poruchy oběhových orgánů, trávicího traktu, poruchy metabolismu a funkce endokrinních žláz, onemocnění dýchacích cest, nervového systému, pohybového aparátu, ledvin a močových cest                                                              |                  |
| Františkovy          | Cheb              | Minerální uhličitá voda, přírodní zdroje oxidu uhličitého, zdroje sirno-železitých peloidů | Poruchy oběhových orgánů, onemocnění trávicího traktu, poruchy metabolismu a funkce endokrinních žláz, onemocnění nervového systému, pohybového aparátu, kožní onemocnění, gynekologická onemocnění                                               |                  |
| Jáchymov             | Karlovy Vary      | termální voda s velkou koncentrací radonu | Poruchy oběhového systému, poruchy metabolismu a funkce endokrinních žláz, onemocnění nervového systému, pohybového aparátu, kožní onemocnění |                  |
| Ústecký kraj         |                   | | |                  |
| Dubí                 | Teplice           | peloidní zdroj slatinné rašeliny | nemoci pohybového ústrojí a centrálního nervového systému |                  |
| Klášterec nad Ohří   | Chomutov          | studená slabě mineralizovaná železitá hydrouhličitan-sodná kyselka se zvýšeným obsahem fluoridů a kyseliny křemičité, volným oxidem uhličitým                                                                  | Poruchy krevního oběhu, srdce, cév, pohybového aparátu, močových cest a metabolismu |                  |
| Mšené                | Litoměřice        | Peloidní prameny | Poruchy nervového systému a pohybového aparátu |                  |
| Teplice              | Teplice           | Přírodní teplá a horká hydrouhličitan-sírano-sodná minerální voda | poruchy metabolismu a funkce endokrinních žláz, onemocnění nervového systému a pohybového aparátu |                  |
| Liberecký kraj       |                   | | |                  |
| Kundratice           | Liberec           | Peloidní prameny | Poruchy nervového systému a pohybového aparátu |                  |
| Libverda             | Liberec           | Přírodní minerální hydrogen-uhličitanová voda | Poruchy oběhového systému, metabolické poruchy a funkce endokrinních žláz, neurologická onemocnění, onemocnění pohybového aparátu, kožní a gynekologická onemocnění                                                                               |                  |
| Královéhradecký kraj |                   | | |                  |
| Velichovky           | Náchod            | Peloidní prameny | Poruchy nervového systému a pohybového aparátu |                  |
| Bělohrad             | Jičín             | Sirno-železité rašelinové peloidní prameny, železitá minerální kyselka | Poruchy nervového systému, pohybového aparátu, kožní a gynekologická onemocnění |                  |
| Jánské               | Trutnov           | Přírodní termální minerální voda, blahodárné klimatické podmínky | poruchy metabolismu a funkce endokrinních žláz, onemocnění dýchacích cest, nervového systému a pohybového aparátu, duševní poruchy, kožní onemocnění                                                                                              |                  |
| Pardubický kraj      |                   | | |                  |
| Bohdaneč             | Pardubice         | Peloidní prameny a alkalická kyselka, užívaná pro hydroterapii | Poruchy nervového systému a pohybového aparátu |                  |
| Jihomoravský kraj    |                   | | |                  |
| Hodonín              | Hodonín           | Hypertonická studená středně mineralizovaná, jodo-bromitá, chlorido-sodná minerální voda se zvýšeným obsahem metabórové kyseliny                                                                               | Poruchy oběhového systému, nervového systému a pohybového aparátu |                  |
| Lednice              | Břeclav           | Hypertonická studená středně mineralizovaná, jodo-bromitá, chlorido-sodná minerální voda se zvýšeným obsahem metabórové kyseliny                                                                               | Poruchy oběhového systému, poruchy metabolismu a funkce endokrinních žláz, onemocnění nervového systému, pohybového aparátu, kožní a gynekologická onemocnění, onkologie                                                                          |                  |
| Olomoucký kraj       |                   | | |                  |
| Bludov               | Šumperk           | Minerální silně zásaditá hypotonická termální siro-chlorido-sodná voda se zvýšeným obsahem fluoridů | metabolické poruchy a funkce endokrinních žláz, onemocnění pohybového aparátu |                  |
| Bochoř               | Přerov            | sirnato-železitý minerální pramen | onemocnění pohybového aparátu, trávicího ústrojí a gynekologická onemocnění |                  |
| Dolní Lipová         | Jeseník           | Blahodárné klimatické podmínky | metabolické a kožní onemocnění, obezita, diabetes a funkce endokrinních žláz |                  |
| Jeseník              | Jeseník           | Asi 80 horských vodních pramenů, s rozlišným složením, specifické klimatické podmínky | poruchy metabolismu a funkce endokrinních žláz, onemocnění dýchacích cest, duševní poruchy, kožní onemocnění |                  |
| Slatinice            | Olomouc           | Sirná minerální voda s hypotonickým obsahem sulfanu a blahodárných mikročástic s teplotou vody 35-38°С | poruchy oběhového systému, nervového systému, pohybového aparátu, kožní onemocnění |                  |
| Skalka               | Prostějov         | Alkalicko-sirnáté minerální vody | poruchy pohybového ústrojí, revmatické onemocnění |                  |
| Teplice nad Bečvou   | Přerov            | Silně mineralizovaná termální uhličitá hypotonická voda | Poruchy oběhového systému, nervového systému a pohybového aparátu, poruchy metabolismu a funkce endokrinních žláz |                  |
| Velké Losiny         | Šumperk           | Termální sirná minerální voda o teplotě +36,8 °C | Poruchy oběhového systému, nervového systému, pohybového aparátu, kožní onemocnění |                  |
| Moravskoslezský kraj |                   | | |                  |
| Karviná              | Karviná           | Terciérní reliktní vysoce mineralizovaná slaná jodo-bromová voda | Poruchy pohybového aparátu, gynekologických a kožních onemocnění, neurologická onemocnění, poruchy krevního oběhu, nemoci srdce a cév, obezita |                  |
| Karlova Studánka     | Bruntál           | Minerální uhličitá voda, blahodárné klimatické podmínky, přírodní oxid uhličitý, peloidní prameny | Poruchy oběhového systému, dýchacích orgánů, nervového systému, pohybového aparátu; poruchy metabolismu a funkce endokrinních žláz, duševní poruchy, kožní onemocnění                                                                             |                  |
| Klimkovice           | Ostrava-město     | Minerální jodo-bromitá voda | Poruchy oběhových orgánů, nervového systému, pohybového aparátu, poruchy metabolismu a funkce endokrinních žláz, gynekologická onemocnění |                  |
| Zlínský kraj         |                   | | |                  |
| Buchlovice           | Uherské Hradiště  | Minerální voda s vysokým obsahem sirovodíku | Poruchy nervového systému, oběhového systému a pohybového aparátu |                  |
| Kostelec             | Zlín              | Minerální voda s vysokým obsahem sirovodíku | Poruchy pohybového aparátu, zad a krku, revmatismus, kožní onemocnění |                  |
| Luhačovice           | Zlín              | Minerální hydrogen-uhličitanová chlorido-sodná voda s teplotou od 10 do 120°С a obsahem vápníku, hořčíku a oxidu uhličitého                                                                                    | Poruchy oběhového systému, zažívacího ústrojí, dýchacích orgánů, nervového systému, pohybového aparátu; poruchy metabolismu a funkce endokrinních žláz, duševní poruchy, kožní onemocnění                                                         |                  |
| Ostrožská Nová Ves   | Uherské Hradiště  | Minerální sirná voda | Poruchy oběhového systému, pohybové soustavy, neurologických a kožních onemocnění |                  |

## Abecední seznam lázeňských míst v Česku dle Ministerstva zdravotnictví ČR
| Název obce/lokality | Statut lázeňského místa | Poskytování lázeňské léčebně rehabilitační péče | Poznámky                          |
| Bechyně             | ano                     | ano                                             |                                   |
| Běloves             | ano                     | ne                                              | nefunkční lázeňské místo          |
| Bílina              | ano                     | ne                                              | nefunkční lázeňské místo          |
| Bludov              | ano                     | ano                                             |                                   |
| Buchlovice          | ne                      | ano                                             |                                   |
| Dubí                | ano                     | ano                                             |                                   |
| Františkovy Lázně   | ano                     | ano                                             |                                   |
| Frymburk            | ne                      | ne                                              | pouze jako přírodní léčebné lázně |
| Hodonín – Josefov   | ano                     | ano                                             |                                   |
| Jáchymov            | ano                     | ano                                             |                                   |
| Janské Lázně        | ano                     | ano                                             |                                   |
| Jeseník             | ano                     | ano                                             |                                   |
| Karlova Studánka    | ano                     | ano                                             |                                   |
| Karlovy Vary        | ano                     | ano                                             |                                   |
| Karviná – Darkov    | ano                     | ano                                             |                                   |
| Klášterec nad Ohří  | ne                      | ano                                             |                                   |
| Konstantinovy Lázně | ano                     | ano                                             |                                   |
| Kostelec u Zlína    | ano                     | ano                                             |                                   |
| Lázně Bělohrad      | ano                     | ano                                             |                                   |
| Lázně Bohdaneč      | ano                     | ano                                             |                                   |
| Lázně Kundratice    | ano                     | ano                                             |                                   |
| Lázně Kynžvart      | ano                     | ano                                             |                                   |
| Lázně Libverda      | ano                     | ano                                             |                                   |
| Lednice             | ano                     | ano                                             |                                   |
| Lipová-lázně        | ano                     | ano                                             |                                   |
| Luhačovice          | ano                     | ano                                             |                                   |
| Mariánské Lázně     | ano                     | ano                                             |                                   |
| Mšené Lázně         | ano                     | ano                                             |                                   |
| Klimkovice          | ano                     | ano                                             |                                   |
| Ostrožská Nová Ves  | ano                     | ano                                             |                                   |
| Poděbrady           | ano                     | ano                                             |                                   |
| Slatinice           | ano                     | ano                                             |                                   |
| Teplice nad Bečvou  | ano                     | ano                                             |                                   |
| Teplice v Čechách   | ano                     | ano                                             |                                   |
| Toušeň              | ano                     | ano                                             |                                   |
| Třeboň              | ano                     | ano                                             |                                   |
| Velichovky          | ano                     | ano                                             |                                   |
| Velké Losiny        | ano                     | ano                                             |                                   |
| Vráž                | ano                     | ano                                             |                                   |